# Kõrgelaid
Kõrgelaid est un îlot morainique de la mer Baltique. Elle fait partie du comté de Hiiu en Estonie.

## Description
Kõrgelaid est située sur la côte occidentale de l’Estonie entre les îles de Hiiumaa et de Muhu.  L'ile a une superficie de 16 hectares et fait partie de la réserve naturelle des îlots de la région de Hiiumaa. Kõrgelaid  est inhabitée depuis plusieurs décennies.

### Webographie
- Ressource relative à la géographie :   - Kohanimeregistri
- « Carte de Kõrgelaid » (consulté le 4 février 2012)
- « Les îles estoniennes », 2008 (consulté le 4 février 2012)
- « Les îles  estoniennes », pays-baltes.fr (consulté le 4 février 2012)